# 克里斯蒂安·施赖埃尔
克里斯蒂安·施赖埃尔（德語：Christian Schreier，1959年2月4日—），德国男子足球运动员。他曾代表西德参加1984年和1988年夏季奥林匹克运动会足球比赛，其中1988年奥运会获得一枚铜牌。